# Clifton (hrabstwo Grant)
Clifton – miasto w Stanach Zjednoczonych, w stanie Wisconsin, w hrabstwie Grant.